# Haredi
Haredi (hebrejski: haredi חֲרֵדִי, IPA: [χaʁedi]), il (hebr. mn. Haredim) je naziv koji se koristi za najkonzervativnij oblik ortodoksnog judaizma, često nazivanog izvana kao ultra-ortodoksni. Haredski Židovi smatraju da njihov sustav vjerovanja i vjerska praksa vuku neprekinuti oblik od doba Mojsija i davanje Tore na Sinaju, te smatraju većinu židovskih modernih struja kao odstupanje od vjerodostojnog judaizma. Njegovo povijesno odbacivanje vrijednosti prosvjetiteljstva ga razlikuje od suvremenog ortodoksnog judaizma proizašlog iz Zapadne Europe. Kritičari haredskog judaizma ga vide kao "reformni" pokret koji je deformirao vrijednosti tradicionalnog židovstva.
Haredski judaizam nije institucionalno kohezivna ili homogena skupina, nego obuhvaća raznolike kulturne i duhovne orijentacije, općenito podijeljen u širokom rasponu hasidskih sekta, litavskih židovskih struja iz istočne Europe, istočnjačkih sefardskih hareda. Te su skupine često znatno razlikuju jedna od druge u određenim njihovim ideologijama i stilu života, kao i stupnja strogosti u vjerskoj praksi, filozofije i krutosti u vjerskoj filozofiji i stupnju izoliranosti izolirano od sveukupne kulture koju održavaju. Također postoje razlike na osnovu zemljopisnog položaja. Na primjer, izraelski haredi su često mnogo više izolirani od društva od onih iz dijaspore.
Haredi su trenutno prvenstveno u Izraelu, Sjevernoj Americi i Zapadnoj Europi, s manjim izoliranim skupinama na drugim mjestima kao što su Johannesburg, Južna Afrika. Populacija raste vrlo brzo, zbog visoke stope nataliteta, i udvostručuje se svakih 12 do 20 godina.  Procjene broja hareda globalno je teško mjeriti, zbog nepreciznih definicija što su haredi, nedostatka prikupljanih podataka i brza promjena s vremenom. Autor jednog novinskog članka procijenio je da je 2011. na svijetu živjelo oko 1,3 milijuna haredskih Židova Haredska zajednica privukla je više zanimanja u zadnje vrijeme, osobito po pitanju spolne segregacije u Izraelu  i New Yorku.

## Haredi i cionizam
Izvorno, haredski Židovi su dominantno bili protiv cionizma-stvaranja države Izrael. Po njima je cionizam loš kao i svaki nacionalizam i nije rješenje za Židove. Po haredima jedinu sigurnost Židovima na zemlji je mogao osigurati židovski mesija. Ipak, nakon stvaranja države Izrael 1948. pojedine skupine unutar hareda su prihvatile činjenično stanje i odonda podupiru Izrael. Država Izrael uživa veću podršku među sefardskim nego aškenaskim haredima. 
Mađarski haredski rabin Joel Teitelbaum naziva stvaranje države Izrael sotonskim činom.

## Vanjske poveznice
- http://judaism.about.com/od/denominationsofjudaism/a/haredi.htm  Arhivirana inačica izvorne stranice od 21. siječnja 2013. (Wayback Machine)
- http://www.myjewishlearning.com/history/Jewish_World_Today/Denominations/Orthodox/haredim.shtml  Arhivirana inačica izvorne stranice od 9. srpnja 2014. (Wayback Machine)